# Giovanni Montiroli
Giovanni Montiroli, född den 14 juli 1817 i Spoleto, död den 12 december 1888 i Rom, var en italiensk arkitekt.
Montiroli var lärjunge till Luigi Canina, under vilkens ledning han hängav sig åt studiet av de romerska fornlämningarna och för vilken han blev en värdefull medhjälpare vid hans konstnärliga rekonstruktioner. Montiroli erhöll av hertigen av Northumberland en inbjudan till England, där han stannade i tolv år, sysselsatt med flera betydelsefulla arbeten.